# Deutscher Kinderbuchpreis

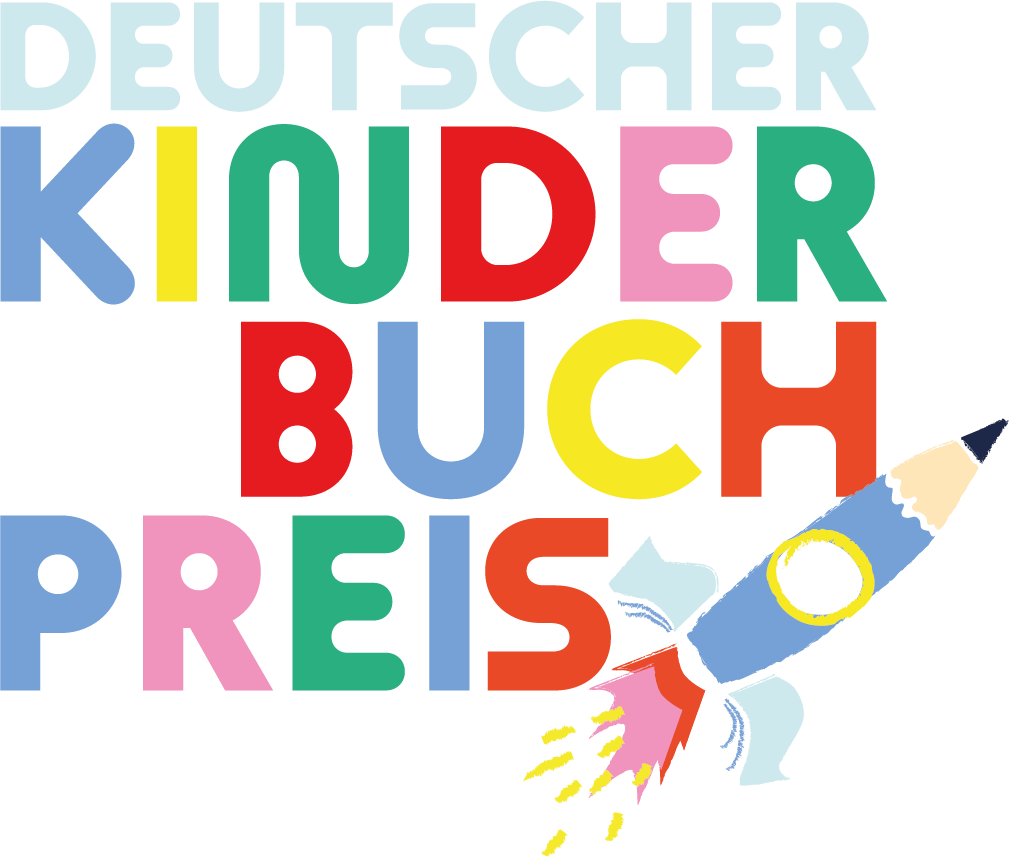
Logo des Deutschen Kinderbuchpreises

Deutscher Kinderbuchpreis ist der Name eines mit 100.000 € Preisgeld dotierten Preises für das beste Buch für die Altersgruppe von sechs bis acht Jahren. Mit dem Deutschen Kinderbuchpreis werden nach Aussage der Stifter „besonders kreative, wertvolle und ansprechende Kinderbücher ausgezeichnet, die in deutscher Sprache in den zurückliegenden Monaten erstmals neu erschienen sind. Der Preis soll vor allem Kinder im Leselernalter, aber auch Eltern, Großeltern, Erzieher, Lehrer und andere kinderbuchbegeisterte Menschen zum Lesen, Vorlesen oder auch zum Diskutieren animieren.“ Im „Nachhaltigkeitsbericht 2022“ der „Zeitfracht-Gruppe“ wird der Deutsche Kinderbuchpreis im Kontext des „Soziale[n] Engagement[s]“ der Gruppe behandelt. Lesekompetenz und Leselust seien „wichtige Elemente einer entwickelten Gesellschaft, die die Zeitfracht stärken möchte.“

## Stifter des Preises
Der Deutsche Kinderbuchpreis wurde 2021 von dem Ehepaar Jasmin Schröter und Wolfram Simon-Schröter gestiftet. Jasmin Schröter ist Alleingesellschafterin eines Firmenkonglomerats (Jahresumsatz 2020: 500 Millionen €) mit der Zeitfracht GmbH & Co. KGaA als Konzernobergesellschaft mit Sitz in Kleinmachnow bei Berlin. Die Unternehmen der Zeitfracht-Gruppe arbeiten nach Angaben der Firmengründerin mit allen deutschen Verlagen zusammen und sind daher unabhängig von den Interessen einzelner Verlage. Die Stiftung erfolgte aus dem Privatvermögen der Stifterin.

## Bedeutung des Logos und der verliehenen Figur
Das Logo des Deutschen Kinderbuchpreises stellt laut Marlen Häselbarth eine Rakete, einen Bleistift und das Weltall dar. Dabei transportiere die Rakete das Abheben der kindlichen Fantasie beim Lesen, wohingegen der Stift den kreativen Schreibprozess der Autorin beziehungsweise des Autors symbolisiere. „Das zum Träumen einladende, unendliche Weltall steht einerseits ebenfalls für die grenzenlose Fantasie, mit der Autor:innen ganze Welten für ihre junge Leserschaft eröffnen und verkörpert andererseits auch das Abtauchen in andere Sphären während des Lesens selbst. Die fröhlichen Farben der Corporate Identity sowie die eigens entwickelte moderne Typografie heben zusätzlich den besonderen und kindgerechten Charakter des Deutschen Kinderbuchpreises in besonderem Maße hervor.“ Ähnlichen Gedankengängen folgt das Design der holzgeschnitzten Figur, die dem Preisträger bei der Preisverleihung überreicht wird.

## Organisation der Verleihung des Buchpreises
Veranstalterin des Deutschen Kinderbuchpreises ist eine gemeinnützige GmbH mit Sitz in Berlin, die eigens für den Deutschen Kinderbuchpreis gegründet wurde. Die Gesellschaft regelt alle Details für den Preis und die Vergabe rechtsverbindlich. Die Eigentümerin der gGmbH ist seit dem Gründungszeitpunkt Jasmin Schröter. Die Geschäftsführung der Gesellschaft wird durch einen Beirat beraten, in dem neben Jasmin Schröter als Stifterin auch weitere Kenner der Branche vertreten sind.

### Rolle der Jurys
Der Preisträger des Deutschen Kinderbuchpreises wird durch zwei Jurys ermittelt: eine Erwachsenenjury und eine Kinderjury. Die Erwachsenenjury besteht aus zehn Mitgliedern. Jeder Erwachsene, der „unabhängig von einem Verlag“ ist, kann sich um einen Platz in der Erwachsenenjury bewerben. Die Kinderjury besteht aus 32 Kindern im Alter zwischen sechs und zehn Jahren: jeweils zwei Kinder aus jedem deutschen Bundesland. Auch die Mitglieder der Kinderjury werden aus den Bewerbern für diese Tätigkeit ausgewählt.
In einem ersten Schritt erhalten Anbieter neuer Bücher für die o. g. Altersgruppe die Gelegenheit, diese der Erwachsenenjury zur Verfügung zu stellen. Nach Ablauf der Einreichungsfrist liest die Jury alle Bücher (im Jahr 2022 waren es ca. 250) und erstellt aus diesen eine zehn Titel umfassende Shortlist. Die ausgewählten zehn Titel werden von der Kinderjury gelesen; anschließend wird allein von der Kinderjury über den Titel abgestimmt, der (Haupt-)Preisträger des Jahres werden soll. Ab 2023 wird es weitere Preisträger geben (s. u.).

### Sponsoren
Im Jahr 2021 unterstützten sechs Sponsoren die Arbeit der gemeinnützigen GmbH, und zwar durch Spenden oder in Form von Dienstleistungen rund um die Ausrichtung des Preises und die Preisverleihung.

## Typen preisgekrönter Kinderbücher
Das Stifterpaar unterscheidet drei Kategorien von Büchern, zu denen preisgekrönte Werke gehören sollen: Vorlesebücher, Selbstlesebücher und Bücher, die das Selbstlesen und das Vorlesen kombinieren.

## Preisträger
Der Deutsche Kinderbuchpreis wurde vergeben an:
- 2021: Cornelia Wiesner: Wohin gehen Freunde? mit Illustrationen von Nikola Rakutt. Kategorie „Bücher zum Vorlesen“. Verlag WolfsRudel, ISBN 978-3-9823095-1-4.
- 2022: Stephanie Schneider: Grimm und Möhrchen: Ein Zesel zieht ein. mit Illustrationen von Stefanie Scharnberg. Kategorie „Bücher zum Vor- und Selbstlesen“. dtv Junior, ISBN 978-3-423-76366-0.
- 2023:[13]
  - erster Preis an: Lisa-Marie Dickreiter, Andreas Götz: Karlchen hilft allen, ob sie wollen oder nicht. mit Illustrationen von Barbara Scholz. Arena, ISBN 978-3-401-71711-1.
  - zweiter Platz: Sabine Bohlmann: Frau Honig und die Geheimnisse im Kirschbaum. mit Illustrationen von Joëlle Tourlonias. Planet!, ISBN 978-3-522-50791-2.
  - dritter Platz: Jochen Till: Die höchstfamose Zoo-Schule.mit Illustrationen von Steffen Gumpert. Karibu, ISBN 978-3-96129-263-9.
  - Sonderpreis für die beste Illustration an Stella Dreis für das Buch Was macht die Nacht? von Dirk Gieselmann. Aladin, ISBN 978-3-8489-0209-5.
- 2024:[14][15]
  - erster Platz: Annika Preil: Annis wilde Tierabenteuer: Auf in den Dschungel. (Illustrationen von Phine Wolff). Baumhaus, ISBN 978-3-8339-0792-0.
  - zweiter Platz: Katja Reider (Text) und Alexandra Helm (Illustration): Kater Chaos – Au Backe, ein Hamster!. arsEdition, ISBN 978-3-8458-5225-6.
  - dritter Platz: Tanya Lieske (Text) und Lisa Hänsch (Illustration): Wir sind (die) Weltklasse. Carl Hanser Verlag, ISBN 978-3-446-27924-7.
  - Sonderpreis für die beste Illustration an Josephine Pauluth für ihr Buch Japan: Das Land der aufgehenden Sonne. arsEdition, ISBN 978-3-8458-5341-3.

### Shortlists
Die Preisträger wurden aus den Shortlists mit den folgenden Titeln ausgewählt:

#### 2021
- Benja & Wuse (Autorin: Wenke Heuts),
- Bestimmer sein (Autorin: Katja Reider),
- Das alles ist Familie (Autor: Michael Engler),
- Das Kuscheltier-Kommando (Autoren: Sarah und Samuel Koch),
- Der Ernst des Lebens: Den Schulweg gehen wir gemeinsam (Autorin: Sabine Jörg),
- Escape School – Das Zauberbuch (Autorin: Anne Scheller),
- Ich hab da so ein Gefühl (Autorin: Katharina Grossmann-Hensel),
- Mach Dich stark für eine bessere Welt (Autorin: Keilly Swift),
- Sulwe (Autorin: Lupita Nyong’o) und
- Wohin gehen Freunde?[16]

#### 2022
- Allerbeste Schwestern (Autorin: Caroline Rosales; Illustratorin: Laura Bednarski),
- Artur & Ananas Bei mir piept’s wohl! (Autorin: Uticha Marmon; Illustratorin: Elli Bruder),
- Champions – Sporthelden, die Geschichte schreiben (Autor: Sven Voss; Illustratorin: Petra Braun),
- Das wunderbarste Wesen der Welt (Autorin: Annika Klee; Illustratorin: Stella Eich),
- Der Monsterjäger-Club – Die Geisterbahn von Bad Murks (Autor: THiLO Petry-Lassak; Illustrator: Alexander von Knorre),
- Du, Papa … Ist zehn viel? (Autorin: Sabine Bohlmann; Illustratorin: Emilia Dziubak),
- Grimm und Möhrchen – Ein Zesel zieht ein,
- Ich bin (d)ein Buch, hol mich hier raus (Autorin: Katja Frixe; Illustratorin: Tine Schulz),
- Kasi Kauz und die komische Krähe (Autor: Oliver Wnuk; Illustrator: Matthias Derenbach) und
- Ruby Fairygale und die Insel der Magie (Autorinnen: Kira Gembri und Marlene Jablonski; Illustratorin: Verena Körting).[17]

#### 2023
- Alfred – Elefant seit 1932 (Autorin/Illustratorin: Kristina Heldmann)
- Die höchstfamose Zoo-Schule (Autor: Jochen Tills; Illustrator: Steffen Gumpert)
- Frau Honig und die Geheimnisse im Kirschbaum (Autorin: Sabine Bohlmann; Illustratorin: Joëlle Tourlonias)
- Huuu-Berta – Das kleinste Gespenst von allen (Autorin: Annette Langen; Illustratorin: Sabine Sauter)
- Karlchen hilft allen, ob sie wollen oder nicht (Autorenduo: Lisa-Marie Dickreiter und Andreas Götz; Illustratorin: Barbara Scholz)
- Otto fährt los (Autorin: Madlen Ottenschläger; Illustratorin: Stefanie Reich)
- Valerie – Retterin der Bücher (Autorin: Kathleen Freitag; Illustratorin: Katja Jäger)
- Wilde Tiere in der Stadt – Das Natur-Mitmachbuch (Autorin: Sophia Kimmig; Illustratorin: Lucie Göpfert)
- Wilma Wolkenkopf (Autorin: Saskia Niechzial; Illustratorin: Lara Hacker)
- Zari und Nivaan – Die Geschichte einer Flucht (Autor: Kilian Leypold; Illustrator: Nour Altouba)

## Aufteilung des Preisgeldes
In den Jahren 2021 und 2022 ging die volle Summe des Preisgeldes (100.000 €) an die Autoren der prämierten Bücher. Ihnen wurde die Entscheidung überlassen, ob sie den Preis teilen wollen (z. B. mit dem Illustrator ihres Buches). Nach einer Statutenänderung wird die Summe ab 2023 auf zehn Preisträger verteilt. Der Träger des Deutschen Kinderbuchpreises wird dann mit einem Preisgeld in Höhe von 50.000 Euro belohnt. Der zweite Platz ist mit 10.000 Euro Preisgeld dotiert, der dritte Platz mit 5.000 Euro. Die Plätze zehn bis vier erhalten jeweils ein Preisgeld in Höhe von 2.500 Euro. Damit hat automatisch gewonnen, wer es auf die Shortlist für den Buchpreis schafft. Zudem gibt es in Zukunft einen Sonderpreis für die beste Illustration, der mit zusätzlichen 10.000 Euro dotiert ist.

## Kritik
Hartmut el Kurdi, Mitglied der ebenfalls aus Erwachsenen und Kindern bestehenden Jury des von der Zeit und Radio Bremen vergebenen Kinder- und Jugendbuchpreises „Luchs“ und Gewinner des Kinderbuchpreises „Nordstemmener Zuckerrübe“ (2016, Preisgeld: 1111 €), hält die Höhe des Preisgeldes für den Deutschen Kinderbuchpreis für „verrückt“. Wolfram Simon-Schröter verstehe zwar viel von Wirtschaft, es sei aber verwegen, die in der Wirtschaft vorherrschende Denkweise (Geld als Hauptmotivation für die Erbringung hervorragender Leistungen) auf „ein völlig gegensätzliches Feld – zum Beispiel Kunst und Kultur –“ zu übertragen. Positiv am Auftreten des Stifterpaares bewertet El-Kurdi den „Tritt ans Schienbein“ der Organisatoren des „Deutschen Jugendliteraturpreises“, indem das Paar deren Praxis nicht übernommen habe, dass in der Jury immer „dieselben zehn bis zwanzig Kulturbetriebsnudeln sitzen“.
In einem Interview mit dem „Ideenmagazin“ „BuchMarkt“ kritisiert Ulrich Störiko-Blume die Konzeption des Deutschen Kinderbuchpreises grundsätzlich. Es sei fraglich, ob sich die Zielgruppe der Lektüre von einer 32-köpfigen Kinderjury von 6- bis 10-Jährigen vertreten fühle. Auch Störiko-Blume kenne zudem keine „gute[n] Kinderbuchautoren, die der wirtschaftliche Anreiz zu literarischen Bestleistungen motiviert hat“. Weiterhin hätten sich die Preisstifter keine Mühe gegeben, „auf dem weiten Feld der möglichen literarischen Auszeichnungen eine Lücke zu finden, die es wert wäre, gefüllt zu werden.“ 

Sinnvoller wäre laut Störiko-Blume das Verfahren gewesen, den Börsenverein zu motivieren, nach dem „Deutschen Buchpreis“ und dem „Deutschen Sachbuchpreis“ auch einen „Deutschen Kinderbuchpreis“ zu konzipieren und zu etablieren. „Die Zeitfracht-Eigner könnten für solche Aktivitäten ein willkommener und unverdächtiger Sponsor sein.“, fügt Störiko-Blume hinzu.

## Trivia
Der Verlag WolfsRudel war nicht darauf eingestellt, dass seine Autorin Cornelia Wiesner den Deutschen Kinderbuchpreis 2021 gewinnen würde. Daher betrug die erste Auflage ihres Buches nur rund 1000 Exemplare. Bestellte Bücher konnten erst Wochen nach der Preisverleihung ausgeliefert werden.